# Catostemma milanezii
Catostemma milanezii là một loài thực vật có hoa trong họ Cẩm quỳ. Loài này được Paula mô tả khoa học đầu tiên năm 1970.